# Hannah Weiss

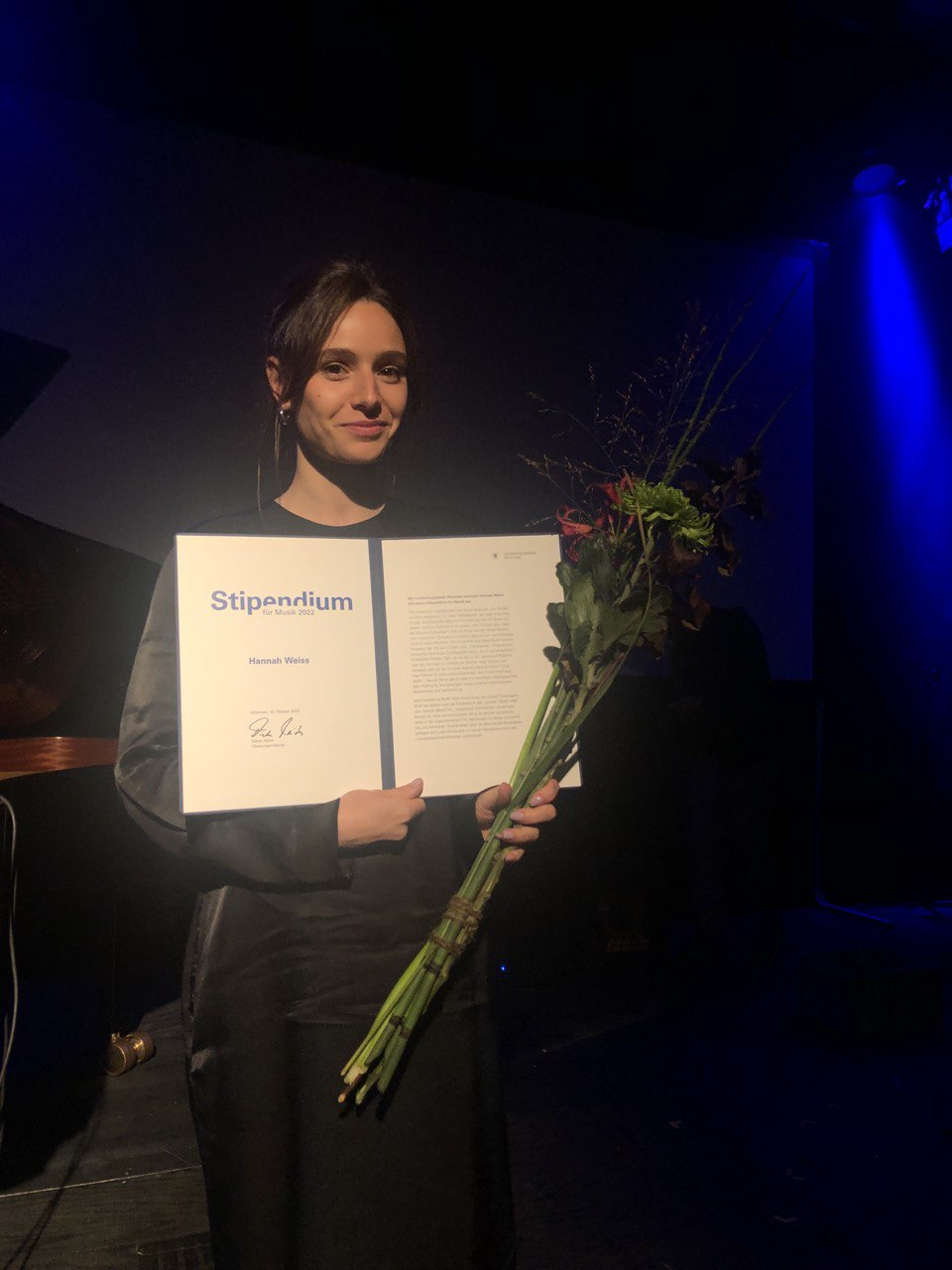
Hannah Weiss bekommt das Stipendium der Stadt München 2022

Hannah Weiss (* 1992 in Wuppertal) ist eine deutsche Jazzmusikerin, die auch als Schauspielerin, DJ und Moderatorin tätig ist. Sie ist die Gründerin der Hannah Weiss Group und erhielt 2019 den BMW Welt Young Artist Jazz Award sowie 2021 den Sparda Jazz Award. Seit 2024 ist sie Ensemblemitglied am Schauspiel Erlangen.

## Leben und Wirken
Weiss kommt aus einer musikalischen Familie, mit einer Konzertpianistin als Urgroßmutter, einer Opernregisseurin als Mutter und einem Schauspieler als Vater. Sie wuchs in Basel und Zürich auf. Bereits mit sechs Jahren lernte sie Schlagzeug spielen. Nicht viel später kamen Flöte, Klavier und Gesang dazu. Nach einem Besuch des Musicals „Anything Goes“ wollte sie eine Karriere auf der Bühne und als Sängerin anstreben. Bis hin zu ihrer Matura erhielt sie am Musischen Gymnasium in Zürich Gesangsunterricht und entschied sich dann für das Studium des Jazzgesangs an der Hochschule für Musik und Theater München, wo sie zwischen 2013 und 2019 unter anderem die Klassen von Anne Czichowsky und Sanni Orasmaa besuchte.
2019 gründete sie ihre Band Hannah Weiss Group, in der sie als Singer-Songwriterin fungiert. In ihren Kompositionen befinden sich abseits des Jazz auch Komponenten aus Fusion, Funk, elektronischer Musik und Pop. Sie war deutschlandweit, unter anderem bei den Leipziger Jazztagen, auf Konzerten. 
Mit der Hannah Weiss Group veröffentlichte sie im Dezember 2020 eine EP namens Hannah Weiss Group. Außerdem arbeitete sie als freie Autorin für den Bayerischen Rundfunk. Im Juli 2022 erschien ihr Debütalbum Terra, für das sie Reisen nach Mosambik und Südafrika inspirierten.
Nachdem Weiss 2020 an einer Produktion am Münchner Residenztheater mit Schorsch Kamerun in einer Nebenrolle mitwirkte, entschloss sie sich 2022, an der Zürcher Hochschule der Künste Schauspiel zu studieren. Seit 2024 gehört sie zum Ensemble des Schauspiels Erlangen.

## Preise und Auszeichnungen
Weiss wurde mit ihrer Band 2019 mit dem BMW Welt Young Artist Jazz Award ausgezeichnet. In der Begründung der Jury hieß es: „Ob sie in Tizian Josts ,Feindsender‘-Programmen deutschen Swing der Dreißigerjahre singt, ob mit verschiedenen Ensembles Swing und Modern Jazz, ob sie sich in der Jazzrausch Bigband oder bei Ark Noir im Umfeld von Techno- oder Electro-Jazz bewegt oder ob sie mit ihrer eigenen Hannah Weiss Group Pop-Themen in einen improvisierenden Jazz-Zusammenhang stellt – Hannah Weiss glänzt stets mit makelloser Gesangstechnik, dem Feeling für den jeweiligen Song und einer imponierenden Natürlichkeit und Ausstrahlung.“ 2021 errang sie den ersten Preis beim Sparda Jazz Award. 2022 war sie eine Empfängerin des Musikstipendiums der Stadt München 2022.

## Diskographische Hinweise
- Hannah Weiss Group: Hannah Weiss Group (2022, Bandcamp, mit Moritz Stahl, Philipp Schiepek, Sam Hylton, Robin Jermer, Flurin Mück)[10]
- Hannah Weiss Group: Terra (2022, Enja & Yellowbird Records, mit Sam Hylton, Robin Jermer, Flurin Mück sowie Moritz Stahl)[7]